# Frank Stack (auteur)
Ne doit pas être confondu avec Frank Stack.
Frank Huntington Stack (né le 31 octobre 1937 à Houston) est un auteur de bande dessinée et peintre américain. 

## Biographie
Étudiant à l'université du Texas, dont il sort diplômé en 1959, il dirige le magazine humoristique Texas Ranger. Son comic book The Adventure of Jesus, publié en 1962 sous le nom Foolbert Sturgeon, fait partie des premiers comics underground. Tout au long des années 1960 et 1970, il participe au développement des « comix », continuant à éditer les aventures de Jésus et publiant notamment dans Rip Off Comix, sans pour autant atteindre la popularité ni la reconnaissance d'autres leaders du mouvement. Dans les années 1980 et 1990, il collabore fréquemment avec Harvey Pekar sur sa série American Splendor, dont en 1994 l'album remarqué Our Cancer Year.
Intéressé par l'étude de la bande dessinée, Stack a contribué au Comics Journal et à d'autres revues critiques, a édité une édition Kitchen Sink d’Alley Oop (1990) et a fait partie du comité de rédaction d’Inks, la revue d'étude de la bande dessinée de l'Ohio State University (1994-7). Dans les années 2000, il a fait don de ses archives jusqu'en 1998 à l'université du Missouri.

## Œuvres publiées en français
- Les Nouvelles Aventures de Jésus, Éditions Stara, 2008.
- American Splendor (dessin), avec Harvey Pekar (scénario), Çà et là :

2. Trois histoires dans le volume 2, 2010.
3. Six histoires dans le volume 3, 2011.

## Prix
- 1995 : Prix Harvey du meilleur album original pour American Splendor : Our Cancer Year (avec Joyce Brabner et Harvey Pekar)
- 2006 :  Prix Haxtur de l'« auteur que nous aimons », pour l'ensemble de sa carrière
- 2011 : Prix Inkpot, pour l'ensemble de sa carrière